# 劉培緒
劉 培緒（りゅう ばいしょ）は、中華民国の軍人。南京国民政府（汪兆銘政権）の要人である。字は冀述。

## 事績

### 北京政府時代の活動
初めは学問を志し、順徳中学で学んでいたが、家庭の窮状により、21歳で軍人に転じた。北京模範団第2期に選抜され、1917年（民国6年）、保定陸軍軍官学校第6期歩兵科に入学した。1919年（民国8年）春に卒業し、後に靳雲鶚率いる第14師に配属、昇進していく。
1926年（民国15年）3月、劉培緒は第14師第27旅少将旅長となる。翌年、河南保衛軍第1師師長となったが、同年4月に奉天派との戦いに敗れ、捕虜とされる。危うく処刑されかかるが、同期だった奉天派の富双英らの口添えで釈放された。その後、張宗昌率いる直魯聯軍で第14師師長、中将参議などを歴任している。
1928年（民国17年）、保定陸軍軍官学校で同期だった山西派の楚渓春の伝手により、北平で閻錫山と対面した。その結果、劉は閻率いる国民革命軍第3集団軍中将参議に任命され、併せて陸軍大学特別班第1期に送られて学習している。

### 国民政府時代の活動
1929年（民国18年）春、 北伐完了後、劉培緒は北平で反蒋介石のため決起した唐生智の檄に応じ、唐率いる討逆軍第5路で総指揮部前方参謀処処長として蔣介石と戦ったが敗北する。12月、やはり唐が率いる護党救国軍の第4路第26師師長となったが、ここでも唐は敗北、下野した。
その後、劉は蔣介石配下に転じ、1930年（民国19年）1月、国民革命軍新編第2旅旅長となった。1932年（民国21年）、改編に伴い独立第37旅旅長となる。同年夏、豫鄂皖剿匪総司令部左路軍第4縦隊総司令に転じた。1935年（民国24年）、陸軍少将位を授与される。同年秋、第40師師長に昇進した。

### 汪兆銘政権での活動
1937年（民国26年）8月、第二次上海事変が勃発すると、劉培緒もこれに参戦し、蘇州に駐留した。しかし劉は日本軍にあっけなく敗北、失陥してしまう。これにより蔣介石の懲戒を受け、翌年4月、軍事委員会中将高参の閑職に左遷されてしまう。その後、劉は母の看病を理由に香港へ逃れた。そこで劉は、葉蓬の紹介により、汪兆銘（汪精衛）の和平運動に参加することになる。また、汪の指示により、華北で軍組織のための活動を開始した。
1939年（民国28年）12月、上海で中央陸軍軍官訓練団が発足すると、劉培緒は副教育長に任命された。また、汪兆銘指揮下の国民党候補中央監察委員にもなっている。翌年3月、正式に汪兆銘政権（南京国民政府）が成立すると、劉は軍事委員会参謀本部常務次長に任ぜられ、1941年（民国30年）9月、中央陸軍軍官学校副教育長となった。ところが、後に汪兆銘暗殺計画を謀ったとの嫌疑により、各職を罷免されてしまう。1943年（民国32年）、いったんは引退して北平で手工業を営む生活に入った。
1945年（民国34年）春、劉培緒は元・河南省長の陳静斎と協力し、河南省内黄県で「皇協軍」（日本軍に協力する中国側の義勇軍）の「華北靖安軍」を組織した。同軍では陳が司令、劉が参謀長を自称している。しかし、陳はすでにステージ3の胃癌という重態で活動が厳しく、八路軍に対して敗勢になると、劉は靖安軍から退出した。

### 晩年
国共内戦が勃発した頃になると、劉培緒は蒋介石らの国民政府を完全に見限り、北平において親共組織の構築とその活動に努めるようになる。この活動は、1949年の北平開城に一定の貢献を果たした。
ところが中華人民共和国成立後の1951年、劉培緒は北京市の当局に逮捕されてしまう。これは漢奸や反革命の嫌疑ではなく、北京における連続強盗犯複数名を資金面で援助していたことが露見したためである。最終的に死刑判決を受け、1954年に処刑された。享年61。

## 注
1. ↑  劉整理(1988)、173頁。
2. ↑  胡・傅(1984)、171頁。
3. ↑  劉整理(1988)、174-176頁。
4. ↑  劉整理(1988)、176-177頁。
5. ↑  劉整理(1988)、177頁。
6. ↑  劉整理(1988)、178-180頁。
7. ↑  劉整理(1988)、180-181頁。
8. ↑  胡・傅(1984)、171-172頁。
9. ↑  劉整理(1988)、181-183頁。
10. ↑  元は河南省安陽県に駐屯していた「東亜同盟軍」という義勇軍だったが、軍長の王天祥が八路軍に投降したため、陳静斎が残部を接収していた。路(1994)、95頁。
11. ↑  陳静斎に軍歴はほぼ無いため、劉培緒が実際の指揮・運用を担当した可能性が高い。
12. ↑  路(1994)、95-96頁。陳静斎は同年9月に病没し、靖安軍も瓦解した。
13. ↑  劉整理(1988)、183-184頁。
14. ↑  劉整理(1988)、184頁。